# Predsednik Republike Slovenije
Predsednik Republike Slovenije je najvišji politični funkcionar v Sloveniji, ki »predstavlja Republiko Slovenijo in je Vrhovni poveljnik njenih obrambnih sil« (102. člen ustave Republike Slovenije). Prvi predsednik je bil Milan Kučan, trenutno pa položaj zaseda Nataša Pirc Musar.
Funkcija predsednika Republike Slovenije je bila ustanovljena 23. decembra 1991, ko je Skupščina Republike Slovenije sprejela Ustavo Republike Slovenije. Ta funkcijo precej omejuje, tako da je predsedovanje bolj kot ne reprezentativno. Med ostalimi pristojnostmi predsednika je tudi vloga vrhovnega poveljnika slovenske vojske. Predsednik je neposredno izvoljen s strani državljanov, ki so volilni upravičenci, vsakih 5 let. Vsak državljan, star vsaj 18 let lahko kandidira za predsednika, vendar je lahko izvoljen samo dvakrat zaporedoma. Število mandatov ni omejeno.

V drugem krogu predsedniških volitev 2022 je bila po uradnih rezultatih volitev za novo predsednico  izvoljena Nataša Pirc Musar, ki je mandat nastopila 23. decembra 2022. Še pred prevzemom oblasti, pa je zaprisegla pred Državnim zborom Republike Slovenije.

## Ustavna ureditev
Položaj in funkcijo predsednika Republike Slovenije ureja Ustava Republike Slovenije v sklopu IV. (Državna ureditev) v sekciji C (Predsednik republike) s členi 102–109. Členi opredeljujejo predsednikovo funkcijo, izvolitev, prisego, nezdružljivostjo funkcije, njegovo nadomestitev, njegove pristojnosti, zakonsko moč ter odgovornost.
Predsednik republike predstavlja Republiko Slovenijo in je vrhovni poveljnik njenih obrambnih sil.— Ustava Republike Slovenije, 102. člen (funkcija predsednika republike)
Predsednik republike se izvoli na neposrednih, splošnih in tajnih volitvah.
Za predsednika republike je kandidat izvoljen z večino veljavnih glasov.
Predsednik republike je izvoljen za dobo petih let, vendar največ dvakrat zaporedoma. Če se mandatna doba predsednika republike izteče med vojno ali med trajanjem izrednega stanja, mu mandat preneha šest mesecev po prenehanju vojnega ali izrednega stanja.
Za predsednika republike je lahko izvoljen le državljan Slovenije.
Volitve za predsednika republike razpiše predsednik državnega zbora. Predsednik republike mora biti izvoljen najkasneje 15 dni pred potekom mandatne dobe prejšnjega predsednika.— Ustava Republike Slovenije, 103. člen (volitve predsednika republike)
Pred nastopom funkcije izreče predsednik republike pred državnim zborom naslednjo prisego: Prisegam, da bom spoštoval(a) ustavni red, da bom ravnal(a) po svoji vesti in z vsemi svojimi močmi deloval(a) za blaginjo Slovenije.— Ustava Republike Slovenije, 104. člen (prisega predsednika republike)
Funkcija predsednika republike je nezdružljiva z opravljanjem druge javne funkcije ali poklica.— Ustava Republike Slovenije, 105. člen (nezdružljivost funkcije predsednika republike)
V primeru trajnega zadržka, smrti, odstopa ali drugega prenehanja predsednikove funkcije do izvolitve novega predsednika funkcijo predsednika republike začasno opravlja predsednik državnega zbora. V tem primeru je treba razpisati volitve za novega predsednika republike najkasneje v 15 dneh po prenehanju funkcije prejšnjega.

Predsednik Državnega zbora začasno opravlja funkcijo predsednika republike tudi med zadržanostjo predsednika republike.— Ustava Republike Slovenije, 106. člen (nadomeščanje predsednika republike)
Predsednik republike:
- razpisuje volitve v Državni zbor;
- razglaša zakone;
- imenuje državne funkcionarje, kadar je to določeno z zakonom;
- postavlja in odpokliče veleposlanike in poslanike republike in sprejema poverilna pisma tujih diplomatskih predstavnikov;
- izdaja listine o ratifikaciji;
- odloča o pomilostitvah;
- podeljuje odlikovanja in častne naslove;
- opravlja druge zadeve, določene s to ustavo.

Na zahtevo državnega zbora mora predsednik republike izreči mnenje o posameznem vprašanju.— Ustava Republike Slovenije, 107. člen (pristojnosti predsednika republike)
Kadar se državni zbor zaradi izrednega stanja ali vojne ne more sestati, lahko predsednik republike na predlog vlade izdaja uredbe z zakonsko močjo.
Z uredbo z zakonsko močjo se lahko izjemoma omejijo posamezne pravice in temeljne svoboščine, kakor to določa 16. člen te ustave.
Predsednik republike mora uredbe z zakonsko močjo predložiti v potrditev državnemu zboru takoj, ko se ta sestane.— Ustava Republike Slovenije, 108. člen (uredbe z zakonsko močjo)
Če predsednik republike pri opravljanju svoje funkcije krši ustavo ali huje krši zakon, ga državni zbor lahko obtoži pred ustavnim sodiščem. Le-to ugotovi utemeljenost obtožbe ali obtoženega oprosti, z dvotretjinsko večino glasov vseh sodnikov pa lahko odloči o odvzemu funkcije. Potem ko ustavno sodišče dobi sklep državnega zbora o obtožbi, lahko odloči, da predsednik republike do odločitve o obtožbi začasno ne more opravljati svoje funkcije.— Ustava Republike Slovenije, 109.člen (odgovornost predsednika republike)

## Seznam predsednikov Slovenije

### Socialistična republika Slovenija
Parties;       KPS / ZKS       OF       SDP
| Št.                                         | Ime (rojstvo–smrt)          | Portret | Mandat                           | Mandat                                                                                             | Politična stranka |
| ------------------------------------------- | --------------------------- | ------- | -------------------------------- | -------------------------------------------------------------------------------------------------- | ----------------- |
| SNOS                                        | Josip Vidmar (1895–1992)    |         | predsednik SNOS 19. februar 1944 | 19. november 1946; nato do 1953 predsednik Prezidija Ljudske skupščine Ljudske republike Slovenije | OF                |
| Predsedniki ljudske skupščine LRS 1946–1974 |                             |         |                                  | |                   |
| 1                                           | Ferdo Kozak (1894–1957)     |         | 19.? november 1946               | 15. december 1953                                                                                  | OF                |
| 2                                           | Miha Marinko (1900–1983)    |         | 15. december 1953                | 9. junij 1962                                                                                      | ZKS               |
| 3                                           | Vida Tomšič (1913–1998)     |         | 9. junij 1962                    | 25. junij 1963                                                                                     | ZKS               |
| 4                                           | Ivan Maček (1908–1993)      |         | 25. junij 1963                   | 9. maj 1967                                                                                        | ZKS               |
| 5                                           | Sergej Kraigher (1914–2001) |         | 9. maj 1967                      | 1973/74                                                                                            | ZKS               |
| 6                                           | Tone Kropušek*? (1928–2017) |         | 1973?                            | 1974?                                                                                              | ZKS               |
| 7                                           | Marijan Brecelj (1910–1989) |         | 1974                             | 9. maj 1974; na tej funkciji do 1978                                                               | ZKS               |
| Predsedniki predsedstva 1974–1991           |                             |         |                                  | |                   |
| 8                                           | Sergej Kraigher (1914–2001) |         | 9. maj 1974                      | 23. maj 1979                                                                                       | ZKS               |
| 9                                           | Viktor Avbelj (1914–1993)   |         | 23. maj 1979                     | 7. maj 1984                                                                                        | ZKS               |
| 10                                          | France Popit (1921–2013)    |         | 7. maj 1984                      | 6. maj 1988                                                                                        | ZKS               |
| 11                                          | Janez Stanovnik (1922–2020) |         | 6. maj 1988                      | 10. maj 1990                                                                                       | ZKS               |
| (12)                                        | Janez Stanovnik (1922–2020) | SDP     | 6. maj 1988                      | 10. maj 1990                                                                                       |                   |
| 12                                          | Milan Kučan (roj. 1941)     |         | 10. maj 1990                     | 23. december 1991                                                                                  | SDP               |

### Republika Slovenija
Stranke;       ZLSD / SD       LDS       Neodvisen
| No.                        | Portret           | Ime (Rojstvo–Smrt)            | Mandat            | Mandat            | Mandat           | Politična stranka | Izvolitev      |
| No.                        | Portret           | Ime (Rojstvo–Smrt)            | Začetek mandata   | Konec mandata     | Trajanje mandata | Politična stranka | Izvolitev      |
| -------------------------- | ----------------- | ----------------------------- | ----------------- | ----------------- | ---------------- | ----------------- | -------------- |
| Predsedniki 1991–sedanjost |                   |                               |                   |                   |                  |                   |                |
| 1                          | Milan Kučan       | Milan Kučan (roj. 1941)       | 23. december 1991 | 22. december 2002 | 10 let, 364 dni  | SD Neodvisen      | 1990 1992 1997 |
| 2                          | Janez Drnovšek    | Janez Drnovšek (1950–2008)    | 22. december 2002 | 23. december 2007 | 5 let, 1 dan     | LDS Neodvisen     | 2002           |
| 3                          | Danilo Türk       | Danilo Türk (roj. 1952)       | 23. december 2007 | 22. december 2012 | 4 leta, 365 dni  | Neodvisen         | 2007           |
| 4                          | Borut Pahor       | Borut Pahor (roj. 1963)       | 22. december 2012 | 22. december 2022 | 10 let, 0 dni    | SD Neodvisen      | 2012 2017      |
| 5                          | Nataša Pirc Musar | Nataša Pirc Musar (roj. 1968) | 23. december 2022 | Sedanji           | 2 leti, 155 dni  | Neodvisen         | 2022           |